# Vânători de munte
Vânători de munte (phát âm tiếng Romania: [vɨnəˈtorʲ de ˈmunte], (tạm dịch: bộ binh sơn cước) là lực lượng bộ binh sơn cước tinh nhuệ của lục quân Romania. Họ được thành lập lần đầu với tư cách là một quân đoàn độc lập vào năm 1916 trong thế chiến thứ nhất và hoạt động năm 1917 dưới cái tên Corpul de Munte (quân đoàn sơn cước).
Lực lượng sơn chiến Rumani sau đó tiếp tục tham chiến trong Chiến tranh Xô-Đức (1941-1945) trong biên chế của quân đội Rumani - lúc này là một chư hầu của Đức Quốc xã. Họ tham gia vào một số trận đánh được cho là khốc liệt nhất trong cuộc chiến, như trận bao vây Sevastopol hay trận Stalingrad. Kỹ năng chiến đấu của lực lượng sơn chiến này được đánh giá cao, và gần như toàn bộ các chỉ huy từ cấp lữ đoàn trở lên đều được trao thưởng Huân chương Chữ thập sắt Hiệp sĩ, trong đó tướng Mihail Lascăr là người đầu tiên được trao thưởng huân chương này kèm với biểu tượng Lá Sồi, vào ngày 22 tháng 11 năm 1942 (xem thêm Danh sách người nước ngoài được trao Huân chương Chữ thập sắt Hiệp sĩ). Sau ngày 23 tháng 8 năm 1944, khi Rumani từ bỏ phe Đức Quốc xã, lực lượng sơn chiến Rumani lại tham gia chiến đấu trong quân đội Liên Xô, đặc biệt lả ở khu vực dãy núi Tatra.
Sau khi chiến tranh kết thúc, lực lượng sơn chiến Rumani bị quân đội Liên Xô tại Rumani giải tán. Vào năm 1958, Liên Xô triệt binh khỏi Rumani và lực lượng sơn chiến Rumani lại được tái lập với tư cách là một nhánh riêng của Lục quân Romania.
Hiện nay, Vânători de munte có biên chế 2 lữ đoàn: Lữ đoàn bộ binh sơn cước số 2 trực thuộc sư đoàn bộ binh số 1 và Lữ đoàn bộ binh sơn cước số 61 trực thuộc sư đoàn bộ binh số 4. Lực lượng sơn chiến Rumani từng tham gia công tác tại các cuộc chiến ở Iraq và Afghanistan.

## Hình ảnh

Các binh sĩ Vânători de munte tác chiến trên tuyếtCác binh sĩ Vânători de munte tác chiến trên tuyết
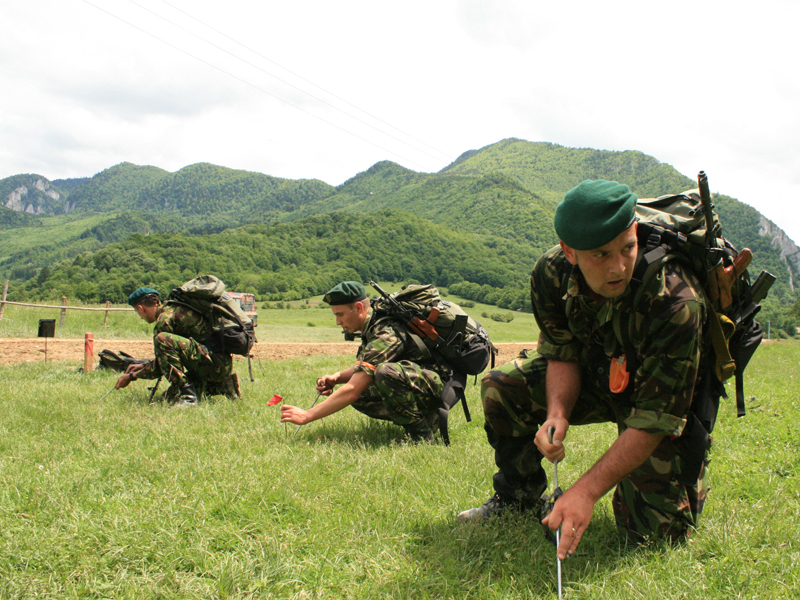
Các binh sĩ Vânători de munte trong một cuộc thi đấu